# لودميلا خفيدوسيوك بينايفا
لودميلا خفيدوسيوك بينايفا (Lyudmila Khvedosyuk-Pinaeva) (الروسية: Людмила Иосифовна Пинаева) هي لاعبة أولمبية لرياضة كانو-كاياك من الاتحاد السوفييتي. شاركت في الأولمبياد الصيفي في 1964–1972، وفازت بما مجموعه 4 ميداليات.

## الميداليات
| ذهب | فضة | برونز | المجموع |
| 3   | 0   | 1     | 4       |

## روابط خارجية
- لودميلا خفيدوسيوك بينايفا على موقع اللجنة الأولمبية الدولية (الإنجليزية)
- لودميلا خفيدوسيوك بينايفا على موقع أوليمبيديا (الإنجليزية)